# City of Ghosts
Pour plus de détails, voir Fiche technique et Distribution.
City of Ghosts est un film américain réalisé par Matt Dillon, sorti en 2003.

## Synopsis
Un spécialiste de l'arnaque s'enfuit en Asie du Sud-Est alors que son dernier coup tourne mal. Suspectant qu'il a été doublé par son mentor, il part pour le Cambodge pour le retrouver et réclamer sa part.

## Fiche technique
- Titre : City of Ghosts
- Réalisation : Matt Dillon
- Scénario : Matt Dillon et Barry Gifford
- Production : Willi Bär, Michael Cerenzie et Deepak Nayar
- Sociétés de production : United Artists, Mainline Productions, Banyan Tree, Kintop Pictures et Living Films
- Sociétés de distribution : MGM (USA), United Artists (USA)
- Musique : Tyler Bates
- Direction artistique : Lek Chaiyan Chunsuttiwat
- Costumes : Moji Sangi
- Photographie : Jim Denault
- Montage : Howard E. Smith
- Budget : 17 500 000 $[1]
- Pays de production :  États-Unis
- Langues : anglais, français, khmer central, russe
- Format : Couleurs - 1,85:1[2] - 35 mm[2]
- Genre : thriller
- Durée : 116 minutes
- Date de sortie[3] :
  - États-Unis : 25 avril 2003

## Distribution
- Matt Dillon (VF : Éric Herson-Macarel) : Jimmy
- James Caan (VF : Bernard Tiphaine) : Marvin
- Natascha McElhone (VF : Déborah Perret) : Sophie
- Gérard Depardieu (VF : lui-même) : Émile
- Kem Sereyvuth (VF : Pierre Tessier) : Sok
- Stellan Skarsgård (VF : Hervé Bellon) : Josef Kaspar
- Rose Byrne : Sabrina
- Shawn Andrews (VF : Jérémy Bardeau) : Robbie
- Chalee Sankhavesa (VF : Gabriel Le Doze) : Sideth
- Christopher Curry (en) (VF : Jean-Luc Atlan) : Larry Luckman
- Rob Campbell (VF : Jérémy Prévost) : Simon
- Bernard Merklen : Gerard
- Jack Shearer : l'agent du FBI Burden
- Kirk Fox : l'agent du FBI Philips
- Kyoza : Rocky
- Pok Panhavicyetr (VF : Catherine Artigala) : Dr Bopha
- Bo Hopkins (VF : Hervé Jolly) : Teddy (non crédité)

## Autour du film

### Box-office
- États-Unis : 357 197 $[4]

### Musique
La musique originale du film a été composée par Tyler Bates. À celle-ci s'ajoute les titres suivants :
- Dear 5 de Peter Whitehead
- Blackhole de Beck
- Breu Peyney, musique traditionnelle arrangée par les musiciens de la Compagnie de danse nationale du Cambodge
- Et moi, et moi, et moi.. de Jacques Dutronc
- Wait Ten Months de Ros Serey Sothea
- Hilo Hula de Mike Hanapi et The Ilima Islanders
- Giant Woman de Pen Ran
- Sorban Palid, musique traditionnelle indonésienne
- Do You Believe in Love at Sight de McKinney's Cotton Pickers
- I'm Sixteen de Ros Serei Sothea
- Fish Hook de Ros Serei Sothea
- Love Pillow de Choun Malai
- I Want a Little Girl de McKinney's Cotton Pickers
- Mou Pei Na de Pen Ran et Sinn Sisamouth
- Have You Seen My Love? de Meng Bopha
- Ne te fâche pas de Sinn Sisamouth
- Bong Srilang, interprété par l'acteur James Caan
- Ghost Head de Wolfgang Matthes
- Release Me de Robert Miles
- Sak Kra Va de Chan Chaya
- Parlez-moi d'amour de Lucienne Boyer
- Both Sides Now, interprété en khmer par Dengue Fever